# SN 2002O
SN 2002O – supernowa odkryta 9 stycznia 2002 roku w galaktyce A022822+0049. W momencie odkrycia miała maksymalną jasność 23,70m.